# Briquemesnil-Floxicourt

Briquemesnil-Floxicourt este o comună în departamentul Somme, Franța. În 1 ianuarie 2022 avea o populație de 342 de locuitori.